# وسلی ریبیرو سیلوا
وسلی ریبیرو سیلوا (انگلیسی: Wesley؛ زادهٔ ۳۰ مارس ۱۹۹۹) بازیکن فوتبال اهل برزیل است.
از باشگاه‌هایی که در آن بازی کرده‌است می‌توان به باشگاه ورزشی ویتوریا اشاره کرد.